# Ordre national du Lion

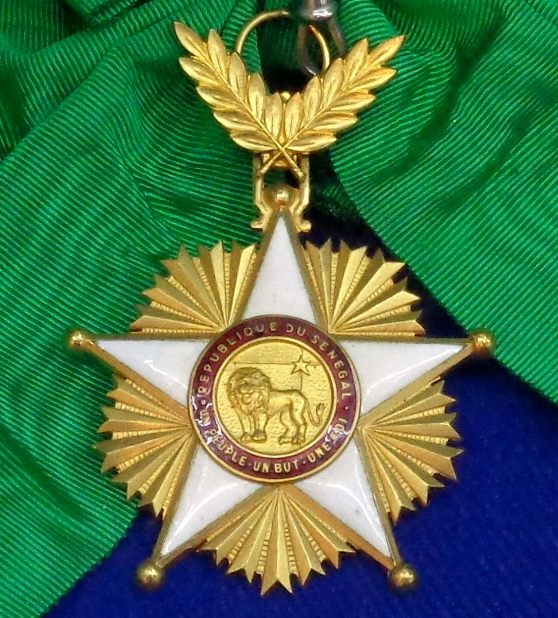
Großkreuz

Der Ordre national du Lion (deutsch: „Nationaler Löwenorden“) ist die höchste Auszeichnung Senegals. Sie wurde am 22. Oktober 1960 gestiftet, im Jahr der staatlichen Unabhängigkeit Senegals.
Der Präsident der Republik ist kraft Amtes Großmeister des Ordens. In dieser Funktion wird er von einer Grande Chancellerie (Großkanzlei) unterstützt. Die Großkanzlei untersteht einem General der Streitkräfte, einem Träger des Nationalen Löwenordens mit dem Titel Grand Chancellier de l’Ordre national du Lion (Großkanzler des Nationalen Löwenordens). Ernannt wird er durch ein Dekret des Ministerrats.

## Klassen
Der Orden ist in fünf Klassen unterteilt: 
- Großkreuz
- Großoffizier
- Kommandeur
- Offizier
- Ritter

Die Verleihung der Sonderklasse des Großkreuzes mit Ordenskette ist ausländischen Staatsoberhäuptern vorbehalten.

## Ordensdekoration
Das Ordenszeichen ist ein weiß emaillierter fünfstrahliger Stern. Die Strahlen enden in goldenen Kugeln. Unterlegt ist er mit Strahlen eines goldenen Sterns. Das goldene Medaillon in der Mitte des Sterns zeigt einen nach rechts gewendeten Löwen unter einem Stern, umgeben von einem roten Ring, darin die goldene Inschrift: „République du Sénégal – Un peuple, un but, une foi“. 
Das Ordensband ist grün und mittels zweier gekreuzter silberner Palmwedel mit dem Stern verbunden.
| Bandschnalle des Nationalen Löwenordens | Bandschnalle des Nationalen Löwenordens | Bandschnalle des Nationalen Löwenordens | Bandschnalle des Nationalen Löwenordens | Bandschnalle des Nationalen Löwenordens |
| --------------------------------------- | --------------------------------------- | --------------------------------------- | --------------------------------------- | --------------------------------------- |
| chevalier                               | officier                                | commandeur                              | grand officier                          | grand-croix                             |